# Chade nos Jogos Olímpicos de Verão de 1968
O Chade competiu nos Jogos Olímpicos de Verão de 1968 na Cidade do México, México. Foi a segunda participação do país africano, o qual fez sua estreia em 1964.

## Resultados por Evento

### Atletismo
800 m masculino
- Ahmed Issa
  1. Primeira Eliminatória- 1:49.0 (não avançou)

1.500 m masculino
- Ahmed Issa
  1. Primeira Eliminatória - 3:53.1
  2. Semifinal - 3:53.2 (não avançou)

Salto em altura masculino
- Ahmed Senoussi
  1. Classificatória - 2.14
  2. Final - 2.09 (12º lugar)
- Mahamat Idriss
  1. Classificatória - 2.06 (não avançou)